# 高遠原駅
高遠原駅（たかとおばらえき）は、長野県上伊那郡飯島町七久保にある、東海旅客鉄道（JR東海）飯田線の駅である。
伊那電気鉄道時代は、駅前には旅館や商店があり栄えていた。

## 歴史
- 1918年（大正7年）12月12日：伊那電車軌道（1919年に伊那電気鉄道に社名変更）が七久保駅から延伸した際の終着駅である高遠原停留場として開設[1][2][3]。旅客駅[2]。
- 1919年（大正8年）6月14日：高遠原駅'に格上げ[2]。
- 1920年（大正9年）11月22日：伊那電気鉄道が上片桐駅まで延伸し、途中駅となる[3]。
- 1943年（昭和18年）8月1日：伊那電気鉄道が飯田線の一部として国有化されると同時に廃止[1][2]。
- 1946年（昭和21年）9月1日：運輸省（後の日本国有鉄道）飯田線の高遠原駅として再開設[1][2]。
  - 当時は、東海道本線浜松 - 名古屋間の各駅や飯田線の各駅、中央本線上諏訪 - 塩尻間の各駅、松本駅を発着する旅客のみ利用出来た[2]。
- 1954年（昭和29年）12月1日：東京都区内の各駅や長野駅を発着する旅客も利用可能となる[2]。
- 1971年（昭和46年）
  - 4月1日：旅客発着駅制限廃止[2]。
  - 12月1日：業務委託終了。無人駅化[4]。
- 1987年（昭和62年）4月1日：国鉄分割民営化に伴い、JR東海の駅となる[2][5]。

## 駅構造
単式ホーム1面1線を有する地上駅。伊那市駅管理の無人駅で、駅舎は無いがホーム上に待合所がある。
駅直近への自動車進入は不可能な地形となっており、軽車両もしくは徒歩にて近くの町道から行くしか無い。

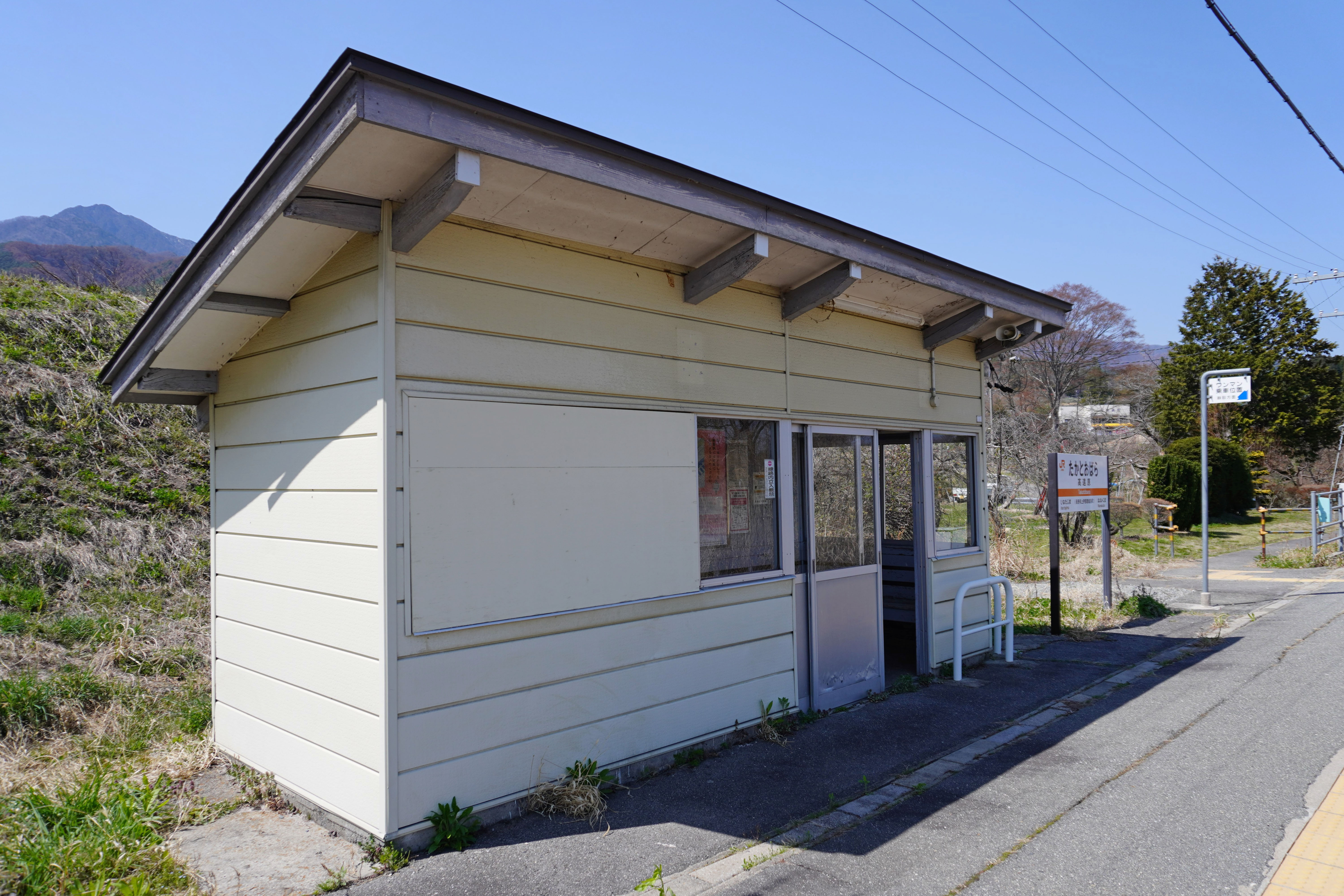
待合所（2023年4月）

## 利用状況
「長野県統計書」によると、1日平均の乗車人員は以下の通りである。
- 2007年度 - 46人[1]
- 2009年度 - 27人[1]
- 2010年度 - 25人
- 2011年度 - 31人
- 2012年度 - 32人
- 2013年度 - 31人
- 2014年度 - 28人
- 2015年度 - 29人
- 2016年度 - 30人[6]
- 2017年度 - 28人[7]
- 2018年度 - 27人[8]

## 駅周辺
近隣は果樹園・水田が広がる他は山林となっており、少し離れて集落地となる。
- 長野県道15号飯島飯田線

## 隣の駅
東海旅客鉄道（JR東海）
CD 飯田線
■快速「みすず」
通過
■普通
　伊那田島駅 - （大沢信号場） - 高遠原駅 - 七久保駅